# Kinesisk sneflokketræ
Kinesisk Sneflokketræ (Chionanthus retusus) er en tropisk busk, der i Danmark anvendes i haver. 

## Beskrivelse
Bladene er 10 cm lange og 4 cm brede. Busken har 2 cm lange blomster i opretstående, tætte toppe i juli-august.

## Anvendelse
Den er velegnet til mindre haver pga sin lave, men brede, tætte, og langsomme vækst. Den er i øvrigt meget sjælden i Danmark.
| Portal | Portal:Botanik |

| Træ | Spire Denne artikel om træer er en spire som bør udbygges. Du er velkommen til at hjælpe Wikipedia ved at udvide den. |